# Спотсвил (Кентаки)
Спотсвил (енгл. Spottsville) насељено је место без административног статуса у америчкој савезној држави Кентаки.

## Демографија
По попису из 2010. године број становника је 325.
| Група             | 2000.    | 2010.       |
| Белци             | 0 (0,0%) | 307 (94,5%) |
| Афроамериканци    | 0 (0,0%) | 3 (0,9%)    |
| Азијати           | 0 (0,0%) | 0 (0,0%)    |
| Хиспаноамериканци | 0 (0,0%) | 8 (2,5%)    |
| Укупно            | 0        | 325         |